# Osachila antillensis
Osachila antillensis är en kräftdjursart som beskrevs av M. J. Rathbun 1916. Osachila antillensis ingår i släktet Osachila och familjen Hepatidae. Inga underarter finns listade i Catalogue of Life.